# Bathybela
Bathybela é um gênero de gastrópodes pertencente a família Raphitomidae.

## Espécies
- Bathybela nudator (Locard, 1897)[2]
- Bathybela papyracea Waren & Bouchet, 2001[3]
- Bathybela tenelluna (Locard, 1897)[4]

Espécies trazidas para a sinonímia
- Bathybela costlowi Petuch, 1974: sinônimo de Bathybela tenelluna (Locard, 1897)
- Bathybela oculifera Kantor, Yu.I. & A.V. Sysoev, 1986: sinônimo de Gymnobela oculifera Kantor, Yu.I. & A.V. Sysoev, 1986
- Bathybela tenellunum:[5] sinônimo de Bathybela tenelluna (Locard, 1897)